# Menemerus schutzae
Menemerus schutzae là một loài nhện trong họ Salticidae.
Loài này thuộc chi Menemerus. Menemerus schutzae được J. Denis miêu tả năm 1961.